# The Crazy World of Arthur Brown
The Crazy World of Arthur Brown é uma banda inglesa de rock psicodélico formada pelo vocalista Arthur Brown em 1967. A banda incluía inicialmente Vincent Crane (órgão e piano), Drachen Theaker (bateria) e Nick Greenwood (baixo). Sua canção "Fire" (lançada em 1968 como single) vendeu um milhão de cópias, ganhando assim o disco de ouro.

## História
Brown rapidamente ganhou reputação pelas performances chocantes, que incluía o uso de um capacete de metal que pegava fogo, que o levou a acidentes ocasionais, como por exemplo durante sua rápida apresentação no Windsor Festival em 1967, onde ele usava uma peneira na cabeça embebida em metanol. O combustível derramado sobre sua cabeça por acidente, fez a peneira pegar fogo, mas dois espectadores apagaram as chamas, derramando cerveja sobre a cabeça de Brown, evitando qualquer lesão grave.[ligação inativa] A cabeça em chamas se tornou a marca pessoal de Arthur Brown.
Ocasionalmente, ele também se despe durante as performances, mais notadamente na Itália, onde ficou nu após ter tido fogo nos cabelos, sendo preso e deportado. Ele também usava maquiagens pesadas extremas ao vivo, que mais adiante influenciou bandas como Alice Cooper, Kiss e Marilyn Manson.

Arthur Brown em 1968 usando seu capacete em chamas.

Em 1968, seu debut álbum, The Crazy World of Arthur Brown tornou-se um hit em ambos os lados do Atlântico. Produzido pelo empresário do The Who Kit Lambert, e com produção executiva de Pete Townshend pela Track Records, o selo começou por Lambert e Chris Stamp, que lançaram também o hit single, "Fire", e continha uma cover para "I Put a Spell on You" de Screaming Jay Hawkins, outro similar showman bizarro. "Fire" vendeu mais de um milhão de cópias, ganhando o disco de ouro. A canção começava com a seguinte frase dita por Brown: "Eu sou o deus do fogo dos infernos e trouxe para você..." Foi sampleado por inúmeros, mais notavelmente pelo hino de rave do The Prodigy, "Fire".
As performances incendiárias de Arthur Brown às vezes causavam problemas, tendo sido dispensando de continuar a turnê com Jimi Hendrix. Em uma turnê, Brown esperava até o pôr do sol, quando sua banda tocaria, e para isso ele tinha um guincho para baixá-lo ao meio do palco por cima, vestindo um terno e um capacete de metal. Partes do traje foram completamente acesos com fluido de isqueiro e foguetes. No devido tempo, Brown criou uma percepção de que ele estava prestes a incendiar o palco, levando alguns organizadores dos concertos a exigir que ele depositasse uma quantia a eles, se não pudesse provar que estava adequadamente seguro contra incêndio incontrolável e danos pelo fogo.
Theaker foi substituído por causa de sua aerofobia em 1968 pelo baterista Carl Palmer (mais tarde baterista do Atomic Rooster e Emerson, Lake & Palmer), para a segunda turnê americana da banda em 1969, com o tecladista Vincent Crane (também canhoto) - mas que retornou logo.
Com a formação praticamente dissolvida durante a turnê americana em junho de 1969. Crane e Palmer saíram e formaram o Atomic Rooster, Greenwood juntou-se ao Khan (como Nick Greenwood), Theaker entrou para o Love e Brown formou o Kingdom Come.
A banda foi reformada em 2000 e lançou o álbum Tantric Lover.

## Discografia

### Singles
- 1967: "Devil's Grip" / "Give Him a Flower" (Track 604008 UK)
- 1968: "Fire" / "Rest Cure" (Track 604022 UK), (Atlantic 2556 US)
- 1968: "Nightmare" / "Music Man" (aka "What's Happening") (Track 604026 UK)
- 1968: "I Put a Spell on You" / "Nightmare" (Track 2582 US)

### Studio Albums
- 1968: The Crazy World of Arthur Brown
- 1988: Strangelands [The long lost 2nd album] (gravado em 1969)
- 2000: Tantric Lover
- 2003: Vampire Suite
- 2007: Voice of Love[7]

### Live albums
- 1993 – Order From Chaos
- 2011 – The Crazy World of Arthur Brown Live At High Voltage (somente lançado em vinil, edição limitada de 1000 cópias, gravado no High Voltage Festival)